# Blokhuis (Breda)

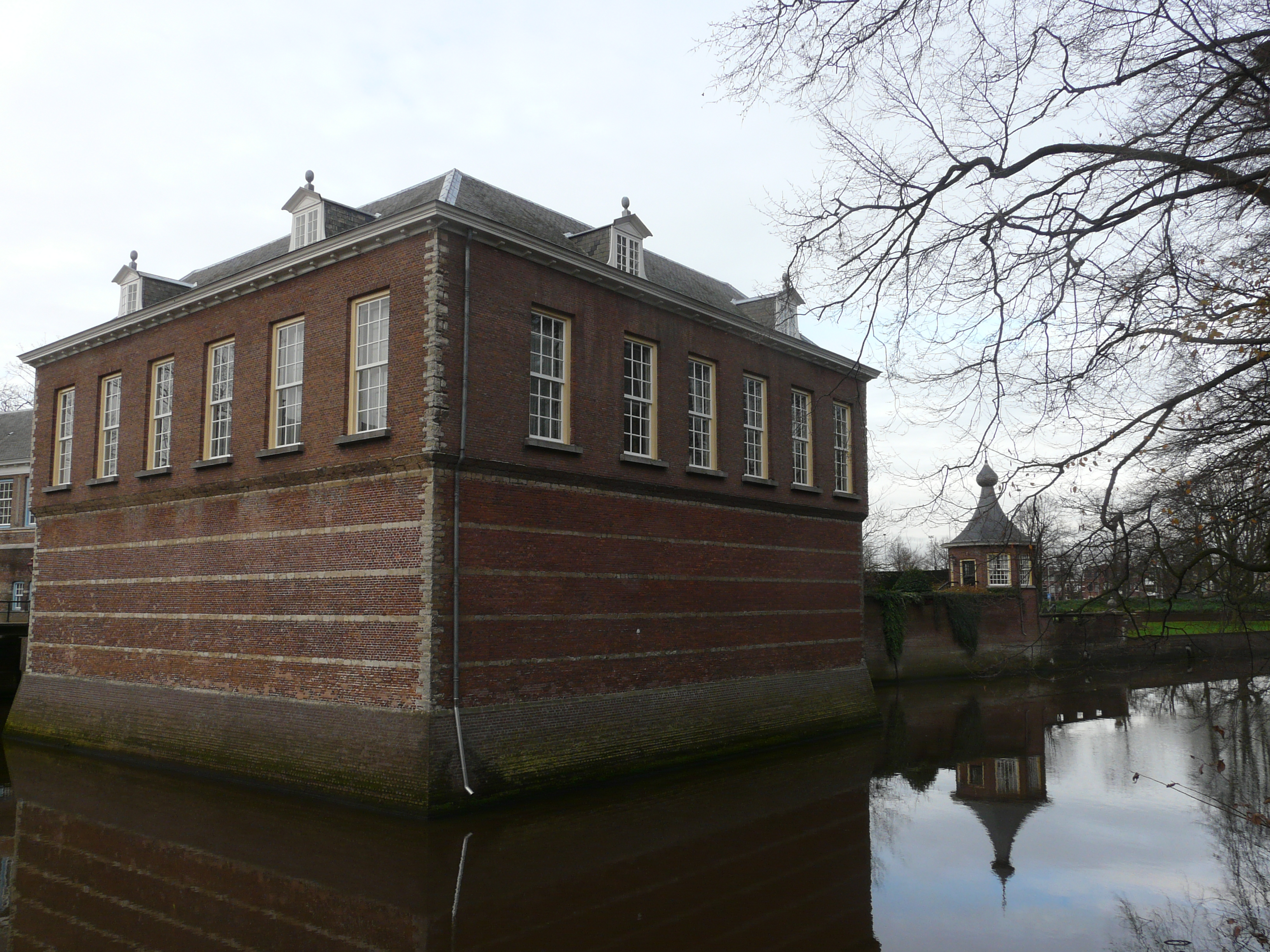
Voorkant Blokhuis

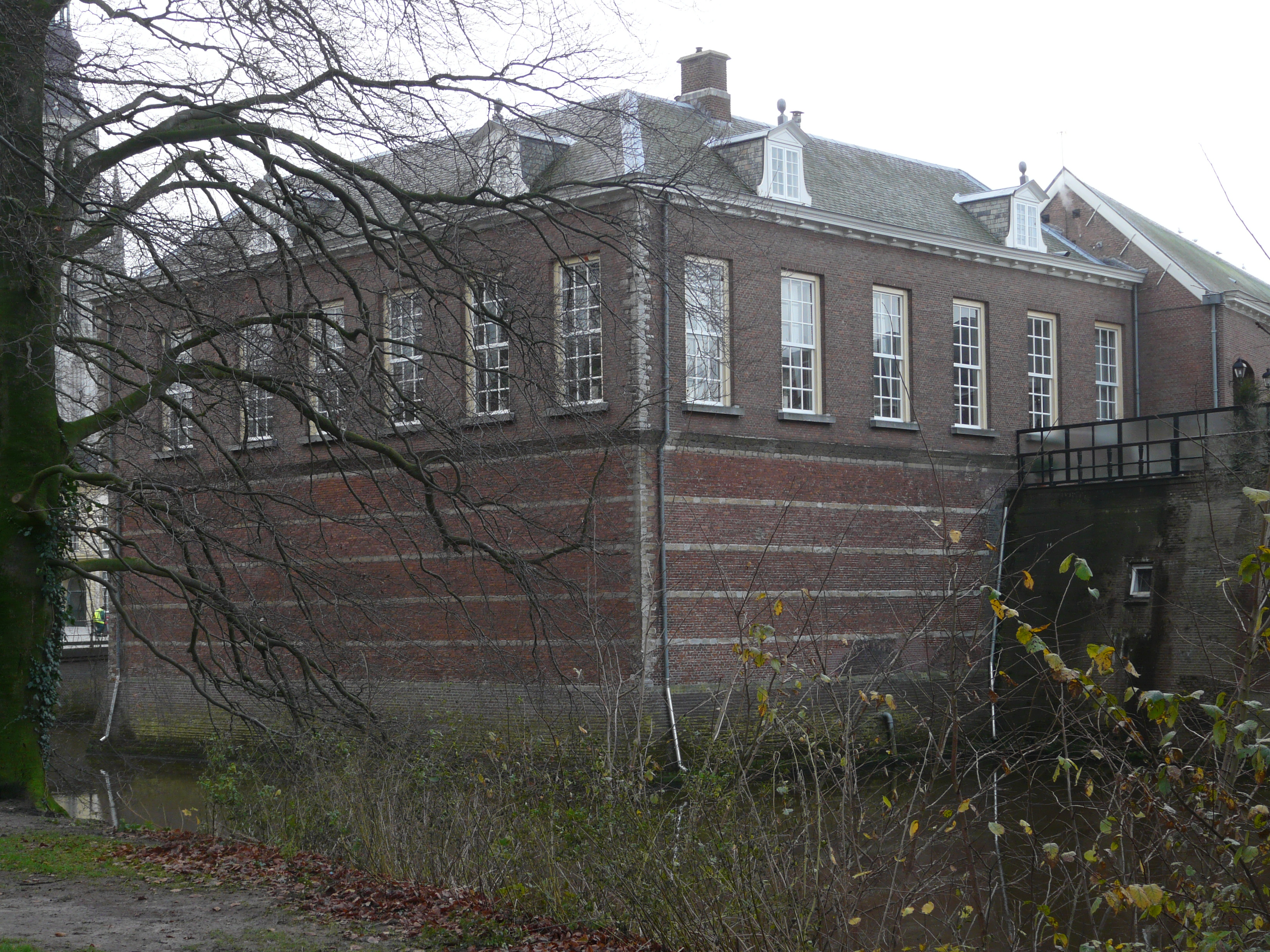
Achterkant Blokhuis

Blokhuis is een deel van het Kasteel van Breda in Breda.
Het ligt op het terrein van de Koninklijke Militaire Academie (KMA) aan het Kasteelplein naast het Park Valkenberg. Sinds 1923 is het Blokhuis ingericht als woning voor de Gouverneur van de KMA die daarmee net als de cadetten 'intern' woont.